# Petr Frydrych
Petr Frydrych (Klatovy, 13 gennaio 1988) è un giavellottista ceco.

## Palmares
| Anno | Manifestazione    | Sede           | Evento                 | Risultato | Prestazione | Note                          |
| ---- | ----------------- | -------------- | ---------------------- | --------- | ----------- | ----------------------------- |
| 2005 | Mondiali allievi  | Marrakech      | Lancio del giavellotto | 11º       | 68,66 m     |                               |
| 2006 | Mondiali juniores | Pechino        | Lancio del giavellotto | 16º       | 67,84 m     |                               |
| 2007 | Europei juniores  | Hengelo        | Lancio del giavellotto | 9º        | 68,65 m     |                               |
| 2009 | Europei under 23  | Kaunas         | Lancio del giavellotto | Argento   | 80,53 m     |                               |
| 2009 | Mondiali          | Berlino        | Lancio del giavellotto | 10º       | 79,29 m     |                               |
| 2010 | Europei           | Barcellona     | Lancio del giavellotto | 10º       | 77,30 m     |                               |
| 2011 | Mondiali          | Taegu          | Lancio del giavellotto | 24º (q)   | 76,18 m     |                               |
| 2012 | Europei           | Helsinki       | Lancio del giavellotto | 27º       | 68,88 m     |                               |
| 2012 | Giochi olimpici   | Londra         | Lancio del giavellotto | 34º       | 75,46 m     |                               |
| 2013 | Universiadi       | Kazan'         | Lancio del giavellotto | 7º        | 75,69 m     |                               |
| 2014 | Europei           | Zurigo         | Lancio del giavellotto | 19º (q)   | 75,19 m     |                               |
| 2015 | Mondiali          | Pechino        | Lancio del giavellotto | 30º (q)   | 74,24 m     |                               |
| 2016 | Giochi olimpici   | Rio de Janeiro | Lancio del giavellotto | 12º       | 79,12 m     |                               |
| 2017 | Mondiali          | Londra         | Lancio del giavellotto | Bronzo    | 88,32 m     | Miglior prestazione personale |
| 2018 | Europei           | Berlino        | Lancio del giavellotto | 12º       | 72,79 m     |                               |